# یواس‌اس جاکارد (دی‌ئی-۳۵۵)

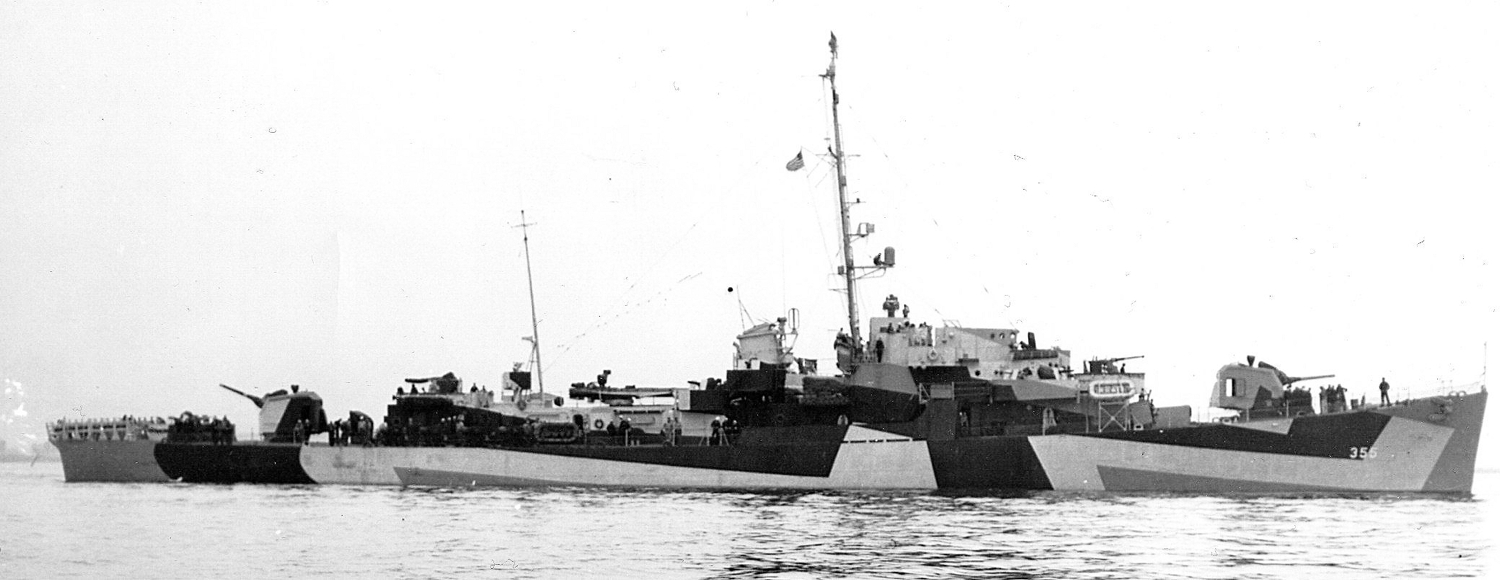

یواس‌اس جاکارد (دی‌ئی-۳۵۵) (به انگلیسی: USS Jaccard (DE-355)) یک کشتی بود که طول آن ۳۰۶ فوت (۹۳ متر) بود. این کشتی در سال ۱۹۴۴ ساخته شد.